# Бичок глибоководний
Бичок глибоководний (Ponticola bathybius) — Каспійський представник родини бичкових (Gobiidae). Поширений у Каспійському морі на глибинах до 198  м. До прісних вод — не заходить. Сягає довжини 25 см. Згідно із молекулярними дослідженнями належить до роду Ponticola, а не Neogobius, як вважалось раніше.